# Aminta II di Macedonia
Aminta II (in greco antico: Ἀμύντας Βʹ?; fl. V secolo a.C.) o Aminta il Piccolo, fu re di Macedonia.
Era figlio di Filippo o Menelao, fratello di Perdicca II di Macedonia. (Thuc. ii. 95.) Alla morte del padre gli succedette al trono della Macedonia Superiore. Pare che Perdicca volesse privarlo del potere di quella regione, poiché aveva prima tentato di strapparla a Filippo, ma venne intralciato dagli Ateniesi.
Nel 429 a.C. Aminta, aiutato da Sitalce, re dei traci Odrisi, contese a Perdicca il trono di Macedonia; ma quest'ultimo riuscì a ottenere la pace grazie alla mediazione di Seute, il nipote del re trace (Thuc. ii. 101); e Aminta venne di conseguenza obbligato a accontentarsi dei territori ereditati dal padre.